# Liste der Baudenkmäler im Kölner Stadtteil Sürth
Die folgende Liste enthält die in der Denkmalliste ausgewiesenen Baudenkmäler auf dem Gebiet des Stadtteils Köln-Sürth, Stadtbezirk Köln-Rodenkirchen, Nordrhein-Westfalen.
Hinweis: Die Reihenfolge der Baudenkmäler in dieser Liste orientiert sich an den Straßennamen und ist alternativ nach Hausnummern, Denkmallistennummer oder Bezeichnung sortierbar.
Basis ist die offizielle Kölner Denkmalliste (Stand: 16. August 2012), die Baudenkmäler und Denkmalbereiche auflistet. Dabei kann es sich beispielsweise um Sakralbauten, Wohn- und Fachwerkhäuser, historische Gutshöfe und Adelsbauten, Industrieanlagen, Wegekreuze und andere Kleindenkmäler sowie Grabmale und Grabstätten, die eine besondere Bedeutung für die Geschichte Kölns haben, handeln. Grundlage für die Aufnahme in die offiziellen Denkmallisten ist das Denkmalschutzgesetz Nordrhein Westfalens.

| Bild                           | Bezeichnung                     | Lage                              | Beschreibung                                                                                            | Bauzeit                    | Einge- tragen seit | Denk- mal- nr. |
| ------------------------------ | ------------------------------- | --------------------------------- | --- | -------------------------- | ------------------ | -------------- |
| Fotos hochladen                | Heiligenhäuschen                | Sürth Alte Kirchgasse o. Nr.      | |                            | 19. Dezember 1994  | 7290           |
| Fotos hochladen                | Wohnhaus                        | Sürth Am Rheinufer 4              | |                            | 3. Mai 1996        | 7852           |
| Fotos hochladen                | Hofanlage Gut Mönchhof          | Sürth Bahnhofstr. 41              | |                            | 9. Januar 1990     | 5449           |
| Fotos hochladen                | Bahnhofstr Allee                | Sürth Bahnhofstr. o. Nr.          | | um 1900                    | 1. Juli 1980       | 181            |
| Fotos hochladen                | Wohnhaus                        | Sürth Carl-von-Linde-Str. 4 Karte | Architekt: Edmund Bolten:226                                                                            | 1916:226                   | 4. Dezember 1990   | 5813           |
| Fotos hochladen                | Wohnhaus                        | Sürth Falderstr. 25               | „Villa Sugg“                                                                                            | 1902/1903:210              | 27. März 1984      | 2170           |
| Fotos hochladen                | Hofanlage Falderhof             | Sürth Falderstr. 27–29            | |                            | 10. September 1981 | 765            |
| Fotos hochladen                | Wohnhaus                        | Sürth Ober Buschweg 22 Karte      | Teil der „Landhaus-Kolonie Sürth“, Architekt: Max Stirn:224                                             | 1910/1911:224              | 2. November 1989   | 5342           |
| Fotos hochladen                | Pfarrgebäude                    | Sürth Rheinaustr. 6               | | um 1960                    | 20. Dezember 1993  | 7002           |
| Fotos hochladen                | Kleindenkmal (Heiligenhäuschen) | Sürth Rheinaustr. o. Nr.          | |                            | 1. Juli 1980       | 224            |
| Fotos hochladen                | Wohnhaus                        | Sürth Sürther Hauptstr. 28        | |                            | 6. Dezember 2000   | 8496           |
| Fotos hochladen                | Hofanlage                       | Sürth Sürther Hauptstr. 30        | |                            | 29. Januar 1990    | 5481           |
| Fotos hochladen                | Kirche St. Remigius             | Sürth Sürther Hauptstr. 128       | |                            | 7. Dezember 1982   | 1228           |
| Fotos hochladen                | Wohn- und Geschäftshaus         | Sürth Sürther Hauptstr. 133 Karte | ehemalige Reichspost                                                                                    |                            | 10. Oktober 1989   | 5290           |
| Fotos hochladen                | Schule                          | Sürth Sürther Hauptstr. 147–149   | | um 1880                    | 1. Juli 1980       | 232            |
| Fotos hochladen                | Verwaltungsgebäude              | Sürth Sürther Hauptstr. 178 Karte | Architekt: Edmund Bolten                                                                                | 1927                       | 7. Oktober 1999    | 8422           |
| Fotos hochladen                | Wohnhaus                        | Sürth Sürther Hauptstr. 212       | | 1902                       | 3. Januar 1990     | 5439           |
| weitere Bilder Fotos hochladen | Wohnhaus                        | Sürth Ulmenallee 1 Karte          | Teil der „Landhaus-Kolonie Sürth“, Architekt: Max Stirn:225                                             | zwischen 1910 und 1912:213 | 27. April 1999     | 8403           |
| weitere Bilder Fotos hochladen | Wohnhaus                        | Sürth Ulmenallee 6 Karte          | Doppelvilla mit Nr. 8; Teil der „Landhaus-Kolonie Sürth“, Architekt: Max Stirn:218                      | 1910/1911:218              | 22. Mai 1992       | 6491           |
| weitere Bilder Fotos hochladen | Wohnhaus                        | Sürth Ulmenallee 8 Karte          | Doppelvilla mit Nr. 6; Teil der „Landhaus-Kolonie Sürth“, Architekt: Max Stirn:218                      | 1910/1911:218              | 30. Januar 1992    | 6385           |
| Fotos hochladen                | Wohnhaus                        | Sürth Ulmenallee 9 Karte          | Teil der „Landhaus-Kolonie Sürth“, Architekt: Max Stirn:218                                             | 1910/1911:216              | 19. Juli 1999      | 8414           |
| weitere Bilder Fotos hochladen | Wohnhaus                        | Sürth Ulmenallee 10 Karte         | Teil der Dreivillenzeile Ulmenallee 10–14 in der „Landhaus-Kolonie Sürth“, Architekt: Max Stirn:213 ff. | 1910–1912:222              | 29. August 1991    | 6200           |
| Fotos hochladen                | Wohnhaus                        | Sürth Ulmenallee 12 Karte         | Teil der Dreivillenzeile Ulmenallee 10–14 in der „Landhaus-Kolonie Sürth“, Architekt: Max Stirn:213 ff. | 1910–1912:222              | 6. Dezember 1990   | 5819           |
| Fotos hochladen                | Wohnhaus                        | Sürth Ulmenallee 14 Karte         | Teil der Dreivillenzeile Ulmenallee 10–14 in der „Landhaus-Kolonie Sürth“, Architekt: Max Stirn:213 ff. | 1910–1912:222              | 6. August 1990     | 5636           |
| weitere Bilder Fotos hochladen | Wohnhaus                        | Sürth Ulmenallee 16 Karte         | Doppelvilla mit Nr. 18; Teil der „Landhaus-Kolonie Sürth“, Architekt: Max Stirn:221                     | 1910/1911:220              | 24. Juni 1988      | 4653           |
| weitere Bilder Fotos hochladen | Wohnhaus                        | Sürth Ulmenallee 18 Karte         | Doppelvilla mit Nr. 16; Teil der „Landhaus-Kolonie Sürth“, Architekt: Max Stirn:221                     | 1910/1911:220              | 23. März 1988      | 4534           |
| weitere Bilder Fotos hochladen | Wohnhaus                        | Sürth Ulmenallee 20 Karte         | Doppelvilla mit Nr. 22; Teil der „Landhaus-Kolonie Sürth“, Architekt: Max Stirn:218                     | 1910/1911:218              | 23. Juni 1992      | 6556           |
| weitere Bilder Fotos hochladen | Wohnhaus                        | Sürth Ulmenallee 22 Karte         | Doppelvilla mit Nr. 20; Teil der „Landhaus-Kolonie Sürth“, Architekt: Max Stirn:218                     | 1910/1911:218              | 23. Juni 1992      | 6557           |
| Fotos hochladen                | Platzgestaltung/Grünanlage      | Sürth Ulmenallee o. Nr.           | |                            | 1. Juli 1980       | 238            |